# Kranjska kobasica
Kranjska kobasica je slovensko nacionalno jelo.
Kranjska kobasica potječe iz tradicije svinjokolje i u pisanim izvorima spominje se u drugoj polovici 19. stoljeća, kao mesna kobasica iz Kranjske.
Kranjske kobasice trebaju se proizvoditi u skladu s Pravilima kobasice sa zaštićenom oznakom zemljopisnog podrijetla.
Kranjska kobasica mora sadržavati barem 75-80% svinjskog mesa I. i II. kategorije i najviše 20% masti. Dopušteni dodaci su do 5% vode, nitritne soli, češnjaka i papra. Ostali sastojci nisu dopušteni. Meso treba izrezati na komade od 10 do 13 mm, a mast na komade 8 do 10 mm. Koristi se tanko crijevo svinja promjera 32 do 36 mm, u koje se stavlja nadjev. Oblikuju se parovi kobasica dužine 12 do 16 cm (težina para je 180 do 220 g). Kobasice se vruće dime drvetom bukve na temperaturi do 70 °C.
Slovenija je podnijela zahtjev Europskoj uniji za zaštitu zemljopisnog podrijetla kranjske kobasice kao isključivo slovenskoga specijaliteta, a Austrija i Hrvatska su uložile prigovor na taj zahtjev.